# Delias niepelti
Delias niepelti is een vlindersoort uit de familie van de Pieridae (witjes), onderfamilie Pierinae.
Delias niepelti werd in 1900 beschreven door Ribbe.